# کیت ترس
کیت ترس (انگلیسی: Keith Fear؛ زادهٔ ۸ مهٔ ۱۹۵۲) بازیکن فوتبال اهل بریتانیا است.
از باشگاه‌هایی که در آن بازی کرده‌است می‌توان به باشگاه فوتبال بلکبرن روورز، باشگاه فوتبال ویمبلدون، باشگاه فوتبال برنتفورد، باشگاه فوتبال بریستول سیتی، باشگاه فوتبال پلیموث آرگیل، و باشگاه فوتبال هرفورد یونایتد اشاره کرد.